# 髓腔
髓腔（medullary cavity）是骨干中央的空腔，用于储存红骨髓和/或黄骨髓（脂肪組織）。
髓腔位于長骨的体（骨干，主要由骨密质组成）内。髓腔的壁由骨皮质构成，内衬一层薄而富含血管的膜，即骨内膜。
该区域参与红血球和白血球的生成，并为鸟类蛋壳提供钙源。尽管化石形成过程会导致骨骼结构变化，但在化石骨骼中仍能检测到该区域的存在。